# Tonga Leitis' Association
La Tonga Leitis' Association (TLA), organisation de défense et d'éducation aux Tonga, est la seule organisation du pays consacrée aux questions LGBTQ+.

## Contexte

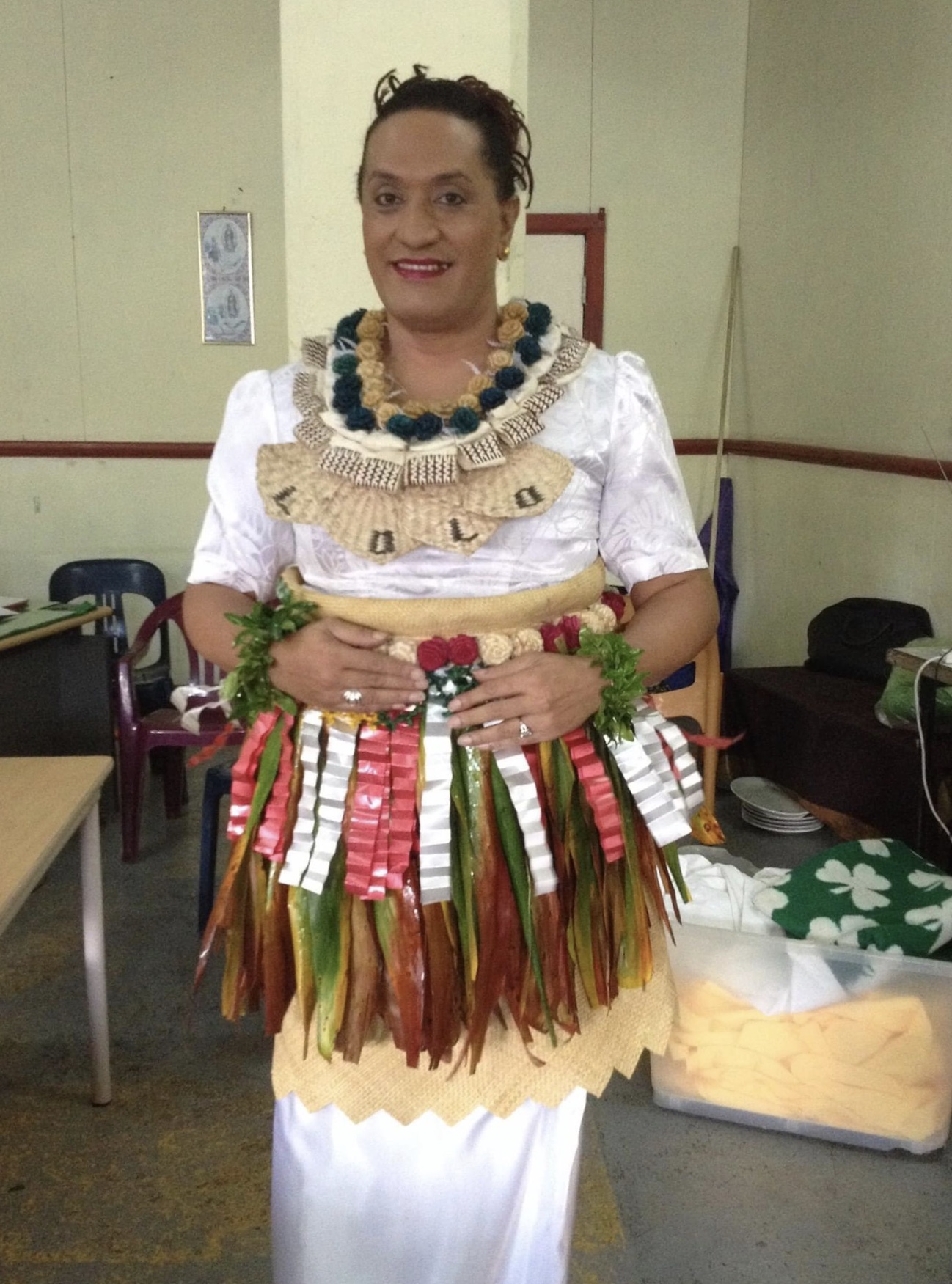
Joey Joleen Mataele en costume traditionnel.

La Tonga Leitis Association (TLA) est fondée en 1992 par Joey Joleen Mataele,,. Son premier président est Papiloa Foliaki. Elle est initialement fondée afin de soutenir la communauté fakaleiti historique des Tonga. Elle est membre de l'Asia Pacific Transgender Network (APTN) et c'est la seule organisation de défense des droits LGBTQ+ aux Tonga. En 2021, son président, Polikapelo Kefu est assassiné.

## Campagnes
En 2016, cette association milite pour les droits LGBT aux Tonga, où la sodomie et le travestissement sont passibles d'une peine pouvant aller jusqu'à dix ans de prison. Les attitudes homophobes actuelles des Tonga sont un produit du colonialisme britannique, bien que les Tonga ont une riche histoire de personnes transgenres, en particulier de femmes, connues sous le nom de fakafefine et fakaleiti,,.

### Refuge
La TLA gère un centre communautaire et un refuge, qui offrent un espace sûr à la communauté, ainsi que la sensibilisation aux problèmes LGBTQ+,. Elle gère une maison d'hébergement, appelée Ofa he Paea pour les membres de la communauté LGBTQ+ aux Tonga qui ont été chassés de chez eux pour des raisons d'homophobie et de transphobie,. Le centre est ouvert en 2013 par la princesse Salote Mafile'o Pilolevu Tuita ; il est nommé d'après sa fille Salote Lupepau'u Tuita. Endommagé par le cyclone Gita en 2018, le centre est reconstruit. C'est le premier refuge pour personnes LGBT du Pacifique.

### VIH/SIDA
Le premier malade du SIDA aux Tonga, membre de la communauté fakaleiti à Tonga, est diagnostiqué en 1979. À partir de 2020, la Tonga Leitis Association a organisé des événements trimestriels de dépistage du VIH dans tout le pays.

### Crise climatique
En 2021, la TLA a reçu une subvention de l'association caritative britannique GiveOut, pour établir un programme de formation pour ceux qui gèrent des refuges d'urgence, afin de sensibiliser aux besoins spécifiques des membres de la communauté LGBTQ+. elle fait également campagne pour les représentants LGBTQ+ dans les discussions sur le changement climatique.

## Culture
La TLA organise le concours de beauté Miss Galaxy Pageant, qui sensibilise aux problèmes LGBTQ+ aux Tonga et devient un événement populaire. L'association s'implique dans la crise du VIH aux Tonga, plaidant pour une meilleure prestation de soins de santé par le gouvernement tongien.
En 2018, la TLA travaille pour un documentaire d'une heure intitulé Leitis in Waiting, projeté au Nuku'alofa Film Festival. Sa première a lieu au Commonwealth Film Festival de Londres la même année.
En octobre 2021, le président de l'association Taufu'i Ae Valu Naufahu reçoit un prix Commonwealth Points of Light pour son service bénévole exceptionnel en faveur de la communauté LGBTQI.